# アメミット

アメミット。

アメミット 、アメミト（Ammit）、またはアンムト（Ammut）は、古代エジプト神話に伝わる幻獣の一種。その名は「死者を食らう（呑む）もの」を意味する。
冥界アアルの転生の事前の裁判にて、秤にかけられた真理の象徴マアトの羽根（真実の羽根）よりも重かった死者の心臓 (Ib) を貪り喰らう。喰われた魂は転生できず、永遠の破滅を意味した。
頭は鰐、鬣と上半身が獅子、下半身は河馬の合成獣に描かれるのが、当初（エジプト新王国時代）では通常だったが、のちには少し異なる作風がみられた。

## 語釈
アメミット（古代エジプト語：ꜥm-mwt; Ʒmt mwtw）は、直訳すると「死者を食らうもの」、あるいは「死者を呑みこむもの」を意味する。
接頭部ꜥmは「呑み込む」を意味し、接尾部mwt （ムウト）は、直訳せば「死んだ者、死者」だが、この死者審判の場面においては、 akhu（アク）という「祝福された死者」になれなかった（真実マアトの道を全うできなかった）破滅の運命の死者を指している。
一部の資料では単に「貪り食うもの」の意だとも解説されている。

## 心臓の計量の審判

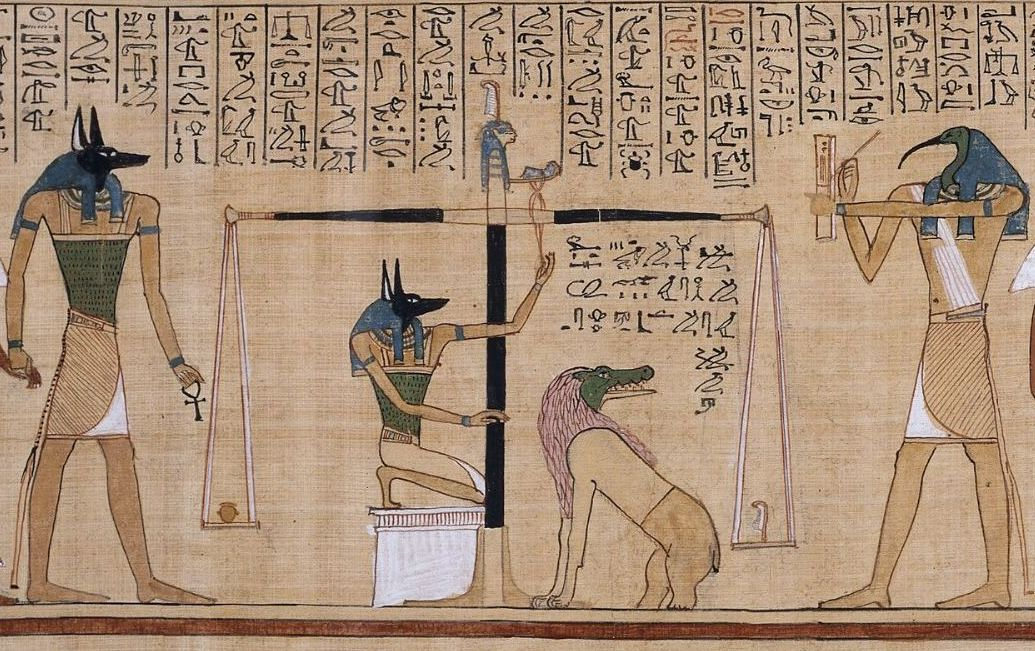
死者の書《フネフェルのパピルス》の一部。

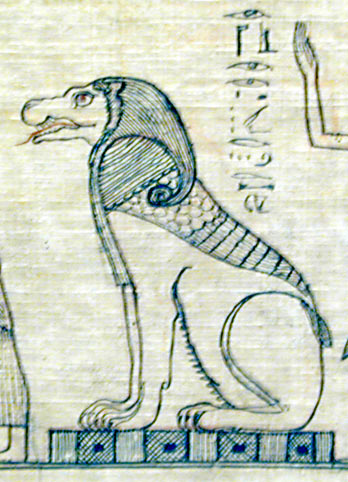
パピルスに描かれたアメミット。

心臓とマアトの羽根を天秤にかけて計量をおこない、重りが釣り合わなかった場合、死者の魂が永遠に消滅するという審判は、エジプトの葬礼にともなう定番の場面で、アメミットがその心臓を食らうものとして描かれる場合もしばしばあるが、簡潔な絵画ではこの場面でホルス神やアヌビス神しか天秤にかかわっていないものもある。
『死者の書』第125章ではかねてよりこの場面の画が付帯するのが一般的で、エジプト新王国時代（第18王朝～第20王朝）においては葬送文書パピルスのほか墓の壁画に描かれたが、後の時代には棺の内側（第21王朝）や、外側にも描かれるようになった。
『死者の書』第125章においては、心臓が、ジャッカルの頭をもつアヌビスによってマアトの天秤で真実の羽根 (en) と重さを比べられる様子を表している。神々の書記官である、朱鷺の頭をもつトートがその結果を記録する。もし死者の心臓が羽根より軽ければ、死者は死後の生活に進むことを許される。もしそうでなければ、死者の心臓は、待機しているアメミットによって喰われ、魂が滅亡する。喰われた魂は二度と転生できず霊魂の不滅が信じられていた古代エジプトでは、それは永遠の破滅を意味した。
『死者の書』にアメミットを描いた例としては《アニのパピルス》（紀元前1250年頃制作）や、《フネフェルのパピルス》（紀元前1275年頃制作。いずれも第19王朝）が挙げられる。
『死者の書』は死者にとっての導引書（手引き書）のみでなく、保証符の役目もあるため、これが副葬されていれば審判を難なく通過でき、アメミットの空腹は満たされぬままである。死者は126章の火の湖を渡らず、素通りしてオシリス神への謁見がかなう。
『死者の書』は、中王国時代の棺に記された呪文集、いわゆるコフィン・テキストから発展したことは明らかであり、たとえばある呪文（CT335）によれば、「数百万を呑むもの」（アム＝ヘフꜥm-ḥḥ）が死者審判の判決を執り行った。

## 図像学

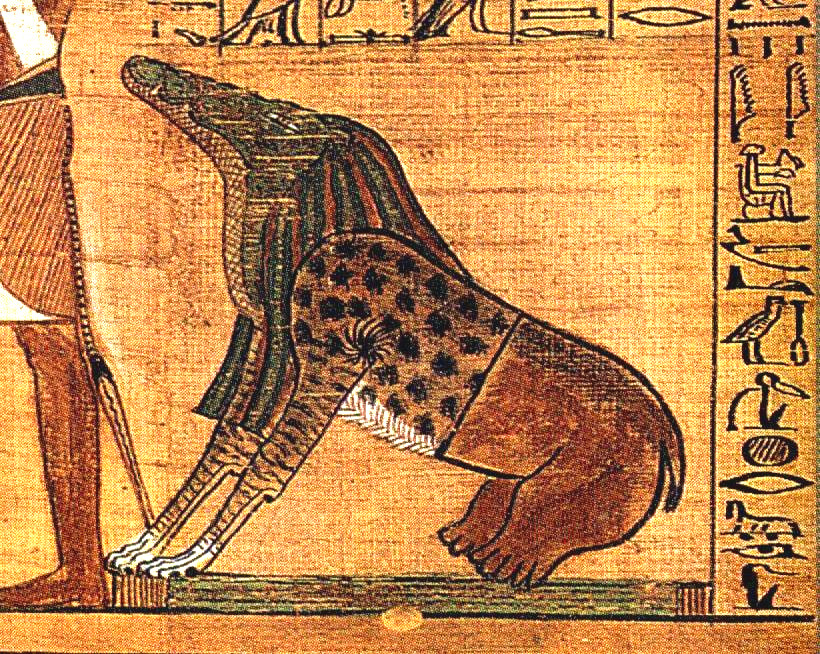
アメミット。《アニのパピルス》

アメミットは女性（牝）とされており、一般的には、頭部がワニ（ナイルワニ）、前足・上半身がライオン（またはヒョウ）、下半身がカバに似た合成獣に描かれる。よって体幹は雌ライオンとみなす解説があるが、ライオンに特定する特徴として鬣（）があしらわれて描かれることがあるので 体幹は雄ライオンであるという解説もみられる。《アニのパピルス》のアメミットの絵は、（たてがみではなく）三色のネメス (頭巾)をかぶっているものとされる（右の画像参照）。
ただし、アメミットがワニ＝獅子＝カバの合成獣として描かれたのは、エジプト新王国時代の頃までの慣習であり 、後の時代にはカバのような頭をし、乳の垂れ下がった犬のような胴体をした獣として描かれるようになった。例えば貴族アンクホル（第22王朝）の棺蓋に描かれたアメミットがこの画風である。
ワニ＝獅子＝カバの合成獣として描かれたのは、悪しき魂がアメミットに滅亡させられることはまぬかれないことを意味していた。